# Dorisso
Dorisso foi rei da cidade-Estado grega de Esparta de 840 a.C. até 820 a.C. (986 a.C. a 957 a.C., segundo Jerônimo de Estridão) ano da sua morte, pertenceu à Dinastia Ágida.
Ele foi o filho e sucessor de Leobates, e foi sucedido por seu filho Agesilau I. Segundo Pausânias, tanto Dorisso quanto seu filho Agesilau viveram pouco tempo.